# نهنگ موراوانو
نهنگ موراوانو (نام علمی: Morawanocetus) نام یک سرده از راسته آب‌بازسانان است.